# 컬럼비아 레코드
컬럼비아 레코드(Columbia Records)는 미국의 대형 음반사로, 1888년에 설립됐다. 현재 소니 뮤직 엔터테인먼트 산하의 레이블이다. 1989년부터 영화 제작사 겸 감독 회사인 컬럼비아 픽처스와 분리됐다.

## 연계 회사

### 아메리칸 레코딩 컴퍼니 (ARC)
1979년 2월, 리듬 앤 블루스 그룹인 어스 윈드 앤드 파이어의 멤버인 모리스 화이트가 '아메리칸 레코딩 컴퍼니'를 재설립하고, 여러 성공적인 알엔비 뮤지션들을 키워낸다.

### 컬럼비아 레이블 그룹(영국)
2006년 1월, '소니 BMG UK '는 2개의 레이블로 나뉘었다. 팝과 알엔비를 중심으로 하는 'RCA 레이블 그룹'과 댄스, 펑크, 일렉트로닉 뮤직을 중심으로 하는 '컬럼비아 레이블 그룹'으로 분리되었다.

### 어웨어 레코드
1997년, 어웨어 레코드의 소속 아티스트들을 나누었다. 이 계약은 2002년부터 정식으로 계약됐으며, 성공적인 시스템이었다.

### 컬럼비아 내슈빌
2007년, 컬럼비아는 컬럼비아 내슈빌을 설립했으며, 소니 뮤직 내슈빌의 일부다. 내슈빌 레코드는 1950년대부터 컨트리 음악을 기반으로 하는 회사였다.

### 이전의 소속 회사
- Capricorn Records
- 데프 잼 레코딩스 (1985-1993)
- 소 소 데프 레코드(1993-2003)
- Loud Records (1999–2002)
- Chaos Recordings (1993-1995)
- The Work Group (1995-1997)
- Date Records

## 같이 보기
- 소니 BMG

## 참고 문헌
- Cogan, Jim; Clark, William, Temples of sound : inside the great recording studios, San Francisco : Chronicle Books, 2003. ISBN 0-8118-3394-1. Cf. chapter on Columbia Studios, pp. 181–192.
- Hoffmann, Frank, Encyclopedia of Recorded Sound, New York & London : Routledge, 1993 & 2005, Volume 1. Cf. pp. 209–213, article on "Columbia (Label)"
- Koenigsberg, Allen, The Patent History of the Phonograph, 1877–1912, APM Press, 1990/1991, ISBN 0-937612-10-3.
- Revolution in Sound: A Biography of the Recording Industry.  Little, Brown and Company, 1974. ISBN 0-316-77333-6.
- High Fidelity Magazine, ABC, Inc.  April 1976, "Creating the LP Record."
- Rust, Brian, (compiler), The Columbia Master Book Discography, Greenwood Press, 1999.
- Marmorstein, Gary. The Label: The Story of Columbia Records. New York: Thunder's Mouth Press; 2007. ISBN 1-56025-707-5
- Ramone, Phil; Granata, Charles L., Making records: the scenes behind the music, New York: Hyperion, 2007. ISBN 978-0-7868-6859-9. Many references to the Columbia Studios, especially when Ramone bought Studio A, 799 Seventh Avenue from Columbia. Cf. especially pp. 136–137.
- Dave Marsh; 360 Sound: The Columbia Records Story Legends and Legacy, Free eBook released by Columbia Records that puts a spotlight on the label's 263 greatest recordings from 1890 to 2011.